# Conus tessulatus
Conus tessulatus é uma espécie de gastrópode do gênero Conus, pertencente a família Conidae.

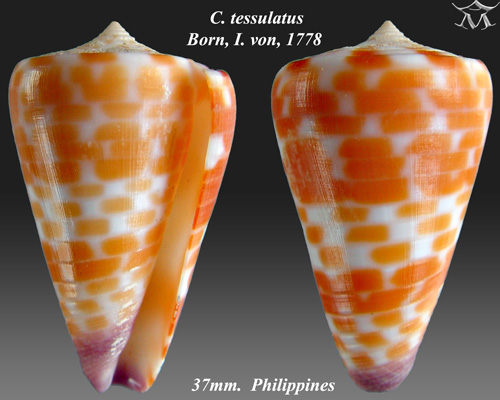
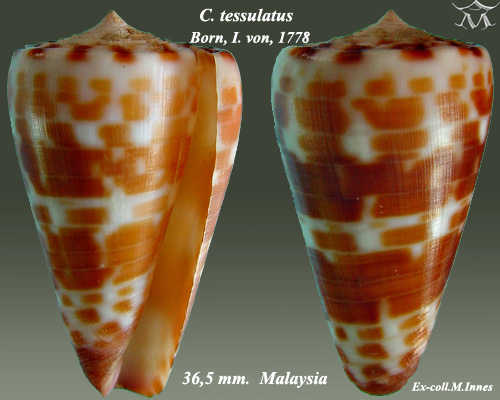
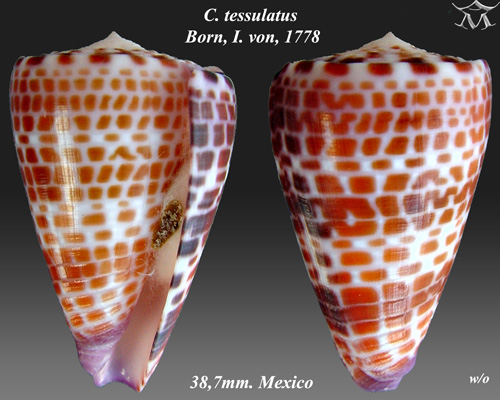